# Louis Janssens
Pour les articles homonymes, voir Janssens.
Louis Janssens (21 juillet 1908 - 19 décembre 2001) est un philosophe, théologien et professeur belge. Il a eu une influence considérable sur le personnalisme.
Il entre au séminaire de Malines-Bruxelles en 1928 et est ordonné prêtre en 1934. Il obtient à l'université de Louvain un doctorat de théologie en 1937 avec sa dissertation La filiation divine par grâce d'après saint Cyrille d'Alexandrie. Sa première aire de spécialisation était la patristique mais il se tourna vers la théologie morale au fur et à mesure qu'il étudie les doctrines sociales dans lesquelles la personne humaine est définie de façon positive et qui est prise comme point de départ de toutes les relations sociétales. Il a une maîtrise de théologie en 1939 avec les résultats de ses recherches nommés Personne et société: Théories actuelles et essai doctrinal. Entre 1939 et 1942, il enseigne au séminaire dans lequel il a été formé et puis devient professeur à temps-plein à la faculté de théologie de Louvain. Il commence par la théologie dogmatique mais de 1945 jusqu'à sa retraite en 1978, il se concentre sur la théologie morale.

## Ouvrages
- Personalisme en democratisering, Bruxelles, Arbeiderspers, 1957
- Liberté de conscience et liberté religieuse, 1966